# John de Cheverston
John de Cheverston est un noble anglais du XIVe siècle, nommé capitaine de Calais puis sénéchal de Gascogne. 

## Biographie
John est un fils de William de Cheverston et de Matilda Pipard. Pendant la guerre de Cent Ans il exerce pour le royaume d'Angleterre la charge de capitaine de Calais en 1347 et de sénéchal de Gascogne en 1350-1351, 1354 et 1362. A ce titre, il dirige les forces anglaises lors de la bataille de Saintes le 1er avril 1351.

## Mariage et descendance
John Cheverston épouse une certaine Thomasina, dont il a une descendance sur laquelle peu d'informations subsistent. Il se remarie avec Joan, fille de Hughes de Courtenay, comte de Devon et de Margaret de Bohun, mais ce mariage est sans postérité.  
Il meurt vers 1375, laissant ses terres au frère de Joan, Philippe. 